# Poecilotheria striata
Poecilotheria striata é uma espécie de aranha pertencente à família Theraphosidae (tarântulas).